# Karl Fabien
Karl Fabien (Argenteuil, Francia, 1 de agosto de 2000) es un futbolista de Francia que juega en la posición de centrocampista con el Slavia Sofia de la Liga Profesional de Bulgaria.

## Carrera

### Club
| Periodo   | Club          |
| --------- | ------------- |
| 2017-2021 | AS Nancy II   |
| 2020–2021 | AS Nancy      |
| 2021–2022 | US Orléans II |
| 2021–2022 | US Orléans    |
| 2022–2023 | Vierzon FC    |
| 2023–2024 | Angoulême CFC |
| 2024–     | Slavia Sofia  |

### Selección nacional
Fabien debutó con Martinica el 26 de marzo de 2022 en la victoria por 4–3 ante Guadalupe en un partido amistoso. Fue convocado para jugar en la Copa de Oro de la Concacaf 2023 donde anotó un gol en la derrota por 1-2 ante Panamá en Harrison, New Jersey.